# Clara Arnaud
Clara Arnaud, née à Fontainebleau en 1986, est une écrivaine française. Elle rédige des récits de voyage et de la fiction. Son roman Et vous passerez comme des vents fous remporte le Prix du roman d'écologie 2024.

## Biographie

### Enfance et formation
Clara Arnaud naît en 1986 à Fontainebleau, en Seine-et-Marne,. Elle grandit à Fontainebleau et passe aussi du temps en Bretagne.
Son père est entrepreneur et navigateur Amateur (Mini-Transat 85,Vendée Globe 92)Sa mère est graphiste et professeure d'art à Mayotte. Elle a un frère, devenu avocat pénaliste, et une sœur illustratrice en Équateur.Elle a également un demi frère de treize ans son cadet.
Durant son adolescence, elle fait de nombreuses promenades en forêt seule, à cheval. Elle commence également à assouvir son goût pour l'ailleurs en réalisant ses premiers voyages : à 16 ans, elle traverse l’Europe en train, à 17 ans, elle voyage à vélo au Québec, à 18 ans, elle voyage dans l'ouest de l'Irlande, toujours à vélo,,.
Elle réalise ses études à la Sorbonne Paris 4 (licence de géographie), Paris 7 (Licence de chinois) et un master à Sciences-po. Elle achève ses études en échange à l'université Tsinghua en Chine. Elle fait parallèlement de nombreux voyages : une traversée de la Chine à cheval pendant six mois, une traversée du Caucase à cheval ou encore de nombreux séjours au Kirghizistan,et Tadjikistan.

### Carrière
En 2010, elle publie le récit de son voyage en Chine. Sur les chemins de Chine remporte le Prix René Caillé 2010 des écrits de voyage, le Prix des Grands Espaces de la Beauce et le 2ème prix du salon du livre d'Ambronay. Elle est également lauréate du concours Libé Apaj.
À partir de 2011, elle travaille dans le domaine de la coopération, accompagnant des projets d'appui aux systèmes éducatifs pour l'Agence Française de Développement et séjourne ou vit dans ce cadre en République démocratique du Congo, en Honduras, au Sénégal, au Bénin, au Ghana ou encore en Mauritanie et au Rwanda, souvent dans des zones de conflit ou de grande pauvreté,,.
En 2015, elle publie son premier roman, L’Orage, aux éditions Gaïa. Le récit se passe à Kinshasa et est raconté à travers diverses voix narratives. Il plonge le lecteur dans le quotidien des quartiers, les difficultés socioéconomiques, la corruption ou encore les enjeux géopolitiques de la capitale de la République démocratique du Congo, à travers quatre personnages : Li, un entrepreneur chinois, Peter, conseiller spécial de l'ONU, Mado, une vieille femme congolaise, et Désiré, un enfant des rues. Clara Arnaud remporte la première édition du Prix de la ville de Quimper.
En 2017, elle publie son second récit de voyage, Au détour du Caucase, aux éditions Gaïa,.
En 2021, elle publie La Verticale du fleuve chez Actes Sud. Ce deuxième roman s'inspire de l’histoire d’une activiste écologiste assassinée en 2016, Berta Cacérès. L'action du roman se déroule dans une vallée d'Amérique centrale, où une militante s'oppose à la construction d’un barrage. Elle est retrouvée assassinée dans sa maison, laissant ses trois filles en proie à la confrontation liée à la construction du barrage, qui permettrait à leur village d'être pioner en matière d’énergies renouvelables, sera source d'emplois, mais dégradera inévitablement la terre de leurs ancêtres,,. « Mettant en scène les enjeux politiques et les aléas écosystémiques d’une modernité “verte”, Clara Arnaud signe une épopée familiale et chorale envoûtante, chargée de lyrisme et d’âpreté » peut-on lire dans un article de Reporterre.
En 2023, elle publie Et vous passerez comme des vents fous chez Actes Sud qui remporte de nombreux prix, dont le Prix du roman d'écologie 2024,, le prix Terre de France – Ouest-France ainsi que le prix littéraire des étudiants de Sciences Po,. L’histoire se déroule dans le Couserans, une région des Pyrénées. Elle raconte trois saisons d'estive, marquées par les attaques répétées d’une ourse qui ravivent les tensions locales. On y croise les personnages d'Alma, une éthologue, et Gaspard, un berger, qui vivent en symbiose avec la montagne, ainsi que Jules, un jeune montreur d’ours parti faire fortune à New York un siècle plus tôt,,,.
En marge de ses écrits elle s'engage avec la Grande Cordée de Mountain Wilderness en faveur de la défense des montagnes, et auprès du collectif Loire Sentinelle.

### Vie privée
Après quinze année passées à voyager et un confinement en Honduras pendant la pandémie de Covid-19, elle s'installe dans le Couserans, une région des Pyrénées où se déroule l'histoire de son roman Et vous passerez comme des vents fous. Elle y vit une bonne partie de l'année.

## Œuvre

### Romans
- L’Orage, éditions Gaïa, 2015
- La Verticale du fleuve, Actes Sud, 2021
- Et vous passerez comme des vents fous, Actes Sud, 2023
- Devenir cheval, Actes Sud, 2024 (avec Yann Arthus-Bertrand et Emilie Haillot)

### Récits de voyage
- Sur les chemins de Chine, éditions Gaïa, 2010
- Au détour du Caucase, éditions Gaïa, 2017